# Sun and Steel
Albums de Iron Butterfly
Scorching Beauty
(1975)
Sun and Steel est le sixième et dernier album studio du groupe de rock américain Iron Butterfly. Il est sorti à la fin de l'année 1975 sur le label MCA Records.
Il marque la fin de l'éphémère reformation du groupe conduite par Erik Braunn et Ron Bushy.

## Fiche technique

### Titres
| 1. | Sun and Steel        | Erik Braunn                           | 4:01 |
| 2. | Lightnin'            | Bill DeMartines, Philip Taylor Kramer | 3:02 |
| 3. | Beyond the Milky Way | Ron Bushy, Bill DeMartines            | 3:38 |
| 4. | Free                 | Erik Braunn                           | 2:41 |
| 5. | Scion                | Erik Braunn                           | 5:02 |

| 6. | Get It Out               | Erik Braunn                           | 2:53 |
| 7. | I'm Right, I'm Wrong     | Bill DeMartines, Philip Taylor Kramer | 5:27 |
| 8. | Watch the World Going By | Erik Braunn                           | 2:59 |
| 9. | Scorching Beauty         | Erik Braunn                           | 6:42 |

### Musiciens

#### Iron Butterfly
- Erik Braunn : chant, guitare
- Philip Taylor Kramer : basse, chœurs, chant sur Lightnin' et I'm Right, I'm Wrong
- Bill DeMartines : claviers, chœurs, chant sur Beyond the Milky Way
- Ron Bushy : batterie

#### Musiciens supplémentaires
- David Richard Campbell : orchestration sur Beyond the Milky Way et I'm Right, I'm Wrong
- Jerome Jumonville (en) : cuivres sur Beyond the Milky Way et Free
- Julia Tillman, Maxine Willard, June Deniece Williams : chœurs sur Free

### Équipe de production
- John Ryan : production
- Michael Stone : ingénieur du son
- Craig Nelson : illustration
- David DeMartines, James Fortune, Randy Bachman : photographie